# Christian Hoffmann
Christian Hoffmann (Aigen im Mühlkreis, 22 de diciembre de 1974) es un deportista austríaco que compitió en esquí de fondo.
Participó en dos Juegos Olímpicos de Invierno, obteniendo dos medallas, bronce en Nagano 1998, en los 50 km, y oro en Salt Lake City 2002, en los 30 km. Ganó una medalla de oro en el Campeonato Mundial de Esquí Nórdico de 1999, en la prueba de relevo.

## Palmarés internacional
| Juegos Olímpicos   | Juegos Olímpicos                | Juegos Olímpicos  | Juegos Olímpicos |
| Año                | Lugar                           | Medalla           | Prueba           |
| ------------------ | ------------------------------- | ----------------- | ---------------- |
| 1998               | Nagano (Japón)                  | Medalla de bronce | 50 km            |
| 2002               | Salt Lake City (Estados Unidos) | Medalla de oro    | 30 km            |
| Campeonato Mundial |                                 |                   |                  |
| Año                | Lugar                           | Medalla           | Prueba           |
| 1999               | Ramsau (Austria)                | Medalla de oro    | Relevo 4 × 10 km |